# Sigmund Gundelfinger
Sigmund Gundelfinger (* 14. Februar 1846 in Kirchberg an der Jagst; † 13. Dezember 1910 in Darmstadt) war ein deutscher Mathematiker.

## Leben
Gundelfinger wurde als Sohn des jüdischen Textilkaufmanns Salomon Gundelfinger und seiner Frau Julie geb. Simon, zugezogen aus Michelbach an der Lücke, in Kirchberg im jetzigen Haus Poststraße 30 geboren. Nach Schulbesuch in Kirchberg, Ansbach und Stuttgart studierte er ab 1864 in Tübingen erst Jura und dann in Heidelberg (ab 1864), Königsberg (Preußen) (1866) und Gießen Mathematik und Physik. Während seines Studiums wurde er im Wintersemester 1866/67 Mitglied der Burschenschaft Germania Gießen. In Gießen studierte er bei Alfred Clebsch und Paul Gordan und wurde 1867 summa cum laude zum Dr. phil. promoviert nach einer mündlichen Prüfung (eine schriftliche Dissertation war damals nicht nötig). Die folgenden beiden Jahre lebte er bei seinen Eltern in Stuttgart, betrieb mathematische Studien und arbeitete an seiner Habilitationsschrift, mit der er sich an der Universität Tübingen 1869 habilitierte (Zur Theorie des simultanen Systems einer kubischen und einer biquadratischen binären Form).
Im selben Jahr gehörte er mit Hermann Hankel und einigen anderen Kollegen zu den Gründern des Mathematischen Seminars. Er erhielt die Erlaubnis, als Privatdozent an diesem Seminar (das der naturwissenschaftlichen Fakultät der Universität angehörte) Vorlesungen über Mathematik zu halten. Im Sommer 1872 wurde er mit einem Lehrauftrag für analytische Geometrie und Algebra betraut und am 6. Mai 1873 zum außerordentlichen Professor der Mathematik ernannt. 1878 heiratete er Amalie Gunz (1857–1922), eine Tochter des Kaufmanns Leopold Gunz in Augsburg. Im Herbst 1879 wurde er als ordentlicher Professor für analytische Geometrie, Differential- und Integralrechnung als Nachfolger von Ludwig Kiepert an die Technische Hochschule in Darmstadt berufen. 1887 bis 1893 war er Dekan der Mathematisch-Naturwissenschaftlichen Schule; 1907 wurde er emeritiert. 1888 wurde er zum Mitglied der Sektion Mathematik der Leopoldina gewählt.
Gundelfinger befasste sich als Schüler von Clebsch und Gordan vor allem mit der Invariantentheorie und deren Anwendung auf algebraische Kurven, aber auch, als Schüler von Otto Hesse in Heidelberg, mit analytischer Geometrie. Er gab mehrere Bücher von Hesse heraus. Er gab auch Tafeln von reellen Wurzeln (Teubner-Verlag 1897) und Logarithmen heraus (neunstellige Logarithmentafeln, Darmstadt 1891, siebenstellige Tafeln Leipzig 1900, 1902).
Er erhielt 1895 eine Hälfte des Steiner-Preises der Preußischen Akademie der Wissenschaften und 1897 die Goldmedaille Bene Merenti der Bayerischen Akademie der Wissenschaften. Gundelfinger hatte den Titel „Geheimer Hofrat“.
Gundelfingers letzte Lebensjahre wurden überschattet von einem schweren Nervenleiden, das ihn zum Selbstmord trieb. Er starb am 13. Dezember 1910 im Alter von 64 Jahren in Darmstadt.

## Familie
Der älteste Sohn (1880–1931) wurde unter dem Namen Friedrich Gundolf ab 1899 zu einem bekannten Mitglied des Kreises um Stefan George. 1903 in Heidelberg promoviert, wurde er dort 1916 außerordentlicher, ab 1920 ordentlicher Professor der Literaturgeschichte. Der zweite Sohn des Ehepaares Gundelfinger war der Autor und Zeichner Ernst Gundolf (1881–1945).